# علی سرزعیم
علی سرزعیم (زاده ۱۳۵۴) اقتصاددان ایرانی و استادیار دانشگاه علامه طباطبایی است که از ۲۱ آبان ۱۴۰۳ تا ۳۱ اردیبهشت ۱۴۰۴ به‌عنوان سرپرست بانک توسعه تعاون فعالیت می‌کرد. وی پیش از این در طول دولت محمد خاتمی از اعضای ارشد حزب مشارکت و نزدیک به دولت وقت بود و سپس در دولت یازدهم مدیر بخش اقتصادی مرکز مطالعات سیاست‌گذاری عمومی مرکز بررسی‌های استراتژیک نهاد ریاست جمهوری و سپس در دولت دوازدهم معاون وزیر تعاون، کار و رفاه اجتماعی بود.

## زندگی
سرزعیم دوره کارشناسی مهندسی مکانیک را در دانشگاه صنعتی شریف، کارشناسی ارشد برنامه‌ریزی اقتصادی را از مؤسسه عالی آموزش و پژوهش در مدیریت و برنامه‌ریزی و دکتری اقتصاد را در دانشگاه میلان گذراند. او فعال سرشناس سابق حزب مشارکت است.

## فعالیت‌ها
کتاب او تحت عنوان اقتصاد برای همه که بیان‌کننده مفاهیم اقتصادی برای مخاطبان عام است، مورد توجه صاحبنظران قرار گرفته‌است. او مشاور اقتصادی مرکز بررسی‌های استراتژیک و مدیر بخش اقتصادی شبکه مطالعات سیاست‌گذاری عمومی دولت یازدهم در ایران بود.
در دوران ثبت نام کاندیدها در انتخابات ریاست‌جمهوری ۱۳۹۶ ایران و همزمان با ثبت نام محمود احمدی‌نژاد برای شرکت در این انتخابات، سرزعیم کتابی تحت عنوان پوپولیسم ایرانی دربارهٔ نقد دوره ریاست جمهوری محمود احمدی‌نژاد منتشر کرد که به‌ صورت گسترده توسط رسانه‌‌ها و شخصیت‌ها تبلیغ شد و در مقدمه آن به قلم افرادی مثل محسن رنانی و محمد فاضلی اشاره شده بود احمدی‌نژاد وجدان ندارد تا (بجای ثبت نام) خود به حساب عملکردش برسد. در این کتاب اشاره شده بود دولت وی با سیاست‌هایی مثل طرح هدفمندسازی یارانه‌ها را برای ایجاد ارتباط مستقیم با مردم و  بسیج سیاسی از این طریق انجام داد و اینها را مصداق پوپولیست نامیدن دولت نهم و دهم در ایران می‌داند. در نهایت صلاحیت احمدی‌نژاد برای شرکت در انتخابات رد می‌شود و کاندیدی که سرزعیم به حمات و تبلیغ برای او می‌پدازد در رأی‌گیری واجد آرای اکثریت می‌شود. 
به گفته وی اجرای مرحله اول طرح هدفمندسازی یارانه‌ها در ایران نه تنها موجب پیشرفت اقتصاد ایران نشد بلکه درنتیجه اجرای آن پسرفت هم رخ داد.
سرزعیم بعد از انتخابات سال ۱۳۹۶ به سمت معاونت امور اقتصاد و برنامه‌ریزی وزیر تعاون، کار و رفاه اجتماعی منصوب شد و تا سال ۱۳۹۸ در این سمت بود.

## آثار
علی سرزعیم در زمینه تألیف و ترجمه کتاب‌هایی تخصصی و همچنین آثاری که مفاهیم اقتصادی را برای مخاطبی که علم اقتصاد را به‌صورت تخصصی فرانگرفته، مشارکت داشته‌است.

### تالیف
- بینش اقتصادی برای همه: تشریح مفاهیم اقتصاد خرد به زبان ساده، ترمه‏‫، ۱۳۹۵.
- اقتصاد برای همه. ترمه، ۱۳۹۳.
- تحلیل اقتصادی سیاست (درآمدی بر انتخاب عمومی)/ ترجمه و تألیف. آثار اندیشه، ‏‫۱۳۸۹. ‬
- نقدی بر سیاست گذاری‌های اقتصادی در ایران امروز. تهران: اختران، ۱۳۸۸.
- ک‍ت‍اب ش‍ن‍اخ‍ت ع‍ل‍وم ان‍س‍ان‍ی‌. ه‍م‍ش‍ه‍ری، ۱۳۸۰.
- پوپولیسم ایرانی: تحلیل کیفیت حکمرانی محمود احمدی‌نژاد از منظر اقتصاد و ارتباطات سیاسی، نشر کرگدن‏‫، ۱۳۹۶. ‬
- ایده‌های جذاب در گفتگو با بزرگان اقتصادی و مالی/ ترجمه [و گردآوری] مشترکا با جعفر خیرخواهان. نوید مهر‏‫، ‏‫۱۳۹۴. ‬‬

### ترجمه
- نظریه اقتصادی دولت: مبانی اقتصادی دولت رفاه/ نیکولاس بار؛ ترجمه مشترکا با  مریم حاجی‌قربانی‌دولابی. تهران: نشر کرگدن‏‫‬، ۱۳۹۹. ‬
- سهام سرمایه/ [مؤسسه تحلیل‌گران خبره مالی]؛ ترجمه مشترکا با محمد سیرانی، امین نعیمی.  نشر کرگدن‏‫، ‏‫۱۳۹۷.
- اقتصاد کلان مدرن: مصاحبه با بزرگان مکاتب مختلف اقتصادی/ بریان اسنودان، هوارد آر. وین؛ ترجمه مشترکا با پویا جبل‌عاملی. انتشارات دنیای اقتصاد‏‫، ‏‫۱۳۹۲. ‬‬
- اقتصاد بانکداری / کنت ماتیوس، جان تامپسون؛. آریانا قلم، ‏‫۱۳۹۲. ‬
- مدیران و چالش‌های تصمیم‌گیری: جلوگیری از بروز خطاهای رایج در قضاوت و تصمیم‌گیری/ نویسنده ماکس اچ بیزرمن. آریانا قلم، ‏‫۱۳۹۱.
- ‏‫ریشه‌های اقتصادی دیکتاتوری و دموکراسی/نویسندگان دارون عجم‌اوغلو، جیمز رابینسن‏‫؛ ترجمه مشترکا با جعفر خیرخواهان.  کویر‏‫،۱۳۹۰. ‬